# Jun’ichi Watanabe (Schriftsteller)
Jun’ichi Watanabe (jap. 渡辺　淳一, Watanabe Jun’ichi; * 24. Oktober 1933 in Kamisunagawa, Hokkaidō; † 30. April 2014 in Tokio) war ein japanischer Schriftsteller.
Watanabe studierte an der Medizinischen Hochschule Sapporo und arbeitete danach als orthopädischer Chirurg. Seit 1969 lebte er als Schriftsteller in Tokio. Bekannt wurde er mit Werken wie dem erotischen Roman Shitsurakuen (失楽園, „Ein verlorenes Paradies“), Romanen mit medizinischen Themen und biographischen Werken. Viele seiner Bücher, neben dem erwähnten Roman u. a. auch Toki rakujitsu (遠き落日, 1992) und Wakarenu riyū (別れぬ理由, 1987), wurden verfilmt. 1970 wurde er für Hikari to Kage (光と影) mit dem Naoki-Preis ausgezeichnet.
Jun’ichi Watanabe verstarb am 30. April 2014 im Alter von 80 Jahren in seiner Wohnung in Tokio an Prostatakrebs.